# Fly Me to the Moon (манга)
Fly Me to the Moon (яп. トニカクカワイイ Тоникаку каваий), также известная как Tonikawa: Over the Moon for You — манга Кэндзиро Хаты, выходящая в журнале Weekly Shonen Sunday с 14 февраля 2018 года. Её аниме-адаптация транслировалась с октября по декабрь 2020 года на Tokyo MX и некоторых других телеканалах. С апреля по июнь 2023 года состоялась премьера второго сезона. А в июле и августе того же года выходила ONA Tonikawa: Over the Moon for You – High School Days и состояла из 4 серий.
В 2021 году аниме-адаптация манги стала лауреатом премии «Crunchyroll Anime Awards» в номинации «Лучшая пара».

## Сюжет
Одной зимней ночью Наса Юдзаки, юноша с достаточно странным именем, получив аттестацию в средней школе, встречает привлекательную девушку. Когда он пытается завязать с ней разговор,  в него чуть было не врезается грузовик, но незнакомка его спасает. Проследовав за девушкой до автобусной остановки, Наса признаётся ей в чувствах. Девушка, Цукаса Цукуёми, соглашается, но только в том случае, если они закрепят свои отношения узами брака. Через два года, в день восемнадцатилетия Насы, на пороге его квартиры появляется Цукаса с бланком брачного договора.

## Медиа

### Манга
О планах Кэндзиро Хаты, автора Hayate the Combat Butler, начать новую серию манги стало известно в ноябре 2016 года. Серия начала выходить в журнале Weekly Shonen Sunday издательства Shogakukan с 14 февраля 2018 года. 18 мая 2018 года вышел первый танкобон манги. После выхода второго тома 17 августа 2018 года для манги был выпущен тизер с участием группы Earphones.
В феврале 2020 года компания Viz Media объявила о покупке лицензии на серию. Первый том на английском языке появился в продаже 8 сентября 2020 года. По состоянию на 18 сентября 2024 года было выпущено 29 томов.